# Controvèrsia sobre els organismes modificats genèticament

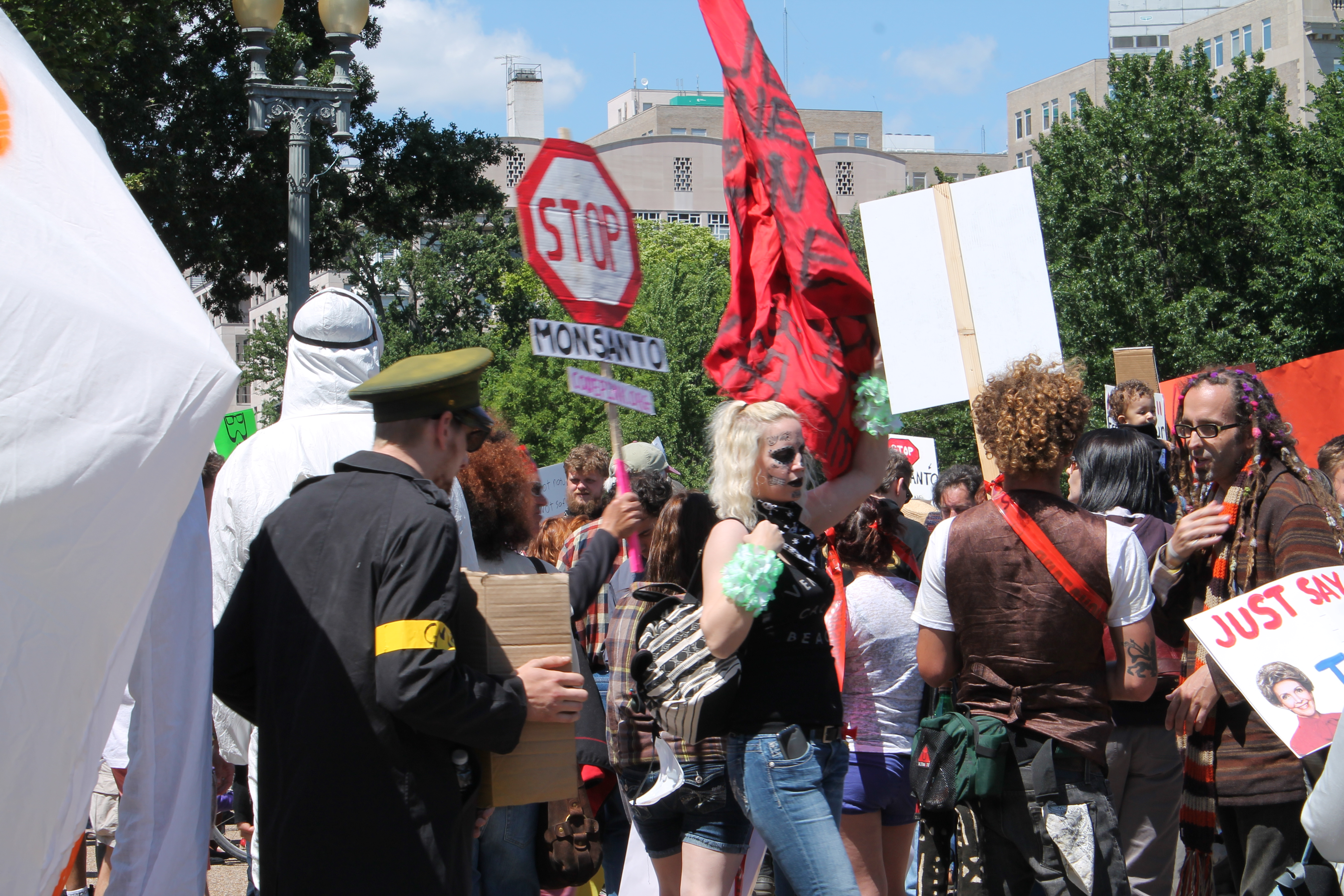
Protestes contra els organismes modificats genèticament a Washington DC.

Marc R Ana Les controvèrsies sobre els organismes modificats genèticament (OMG) són disputes sobre l'ús d'aliments i altres productes derivats de cultius modificats genèticament en lloc dels cultius convencionals i altres usos de l'enginyeria genètica en la producció d'aliments. Els conflictes afecten consumidors, agricultors, empreses de biotecnologia, reguladors governamentals, organitzacions no governamentals i científics. Les àrees clau de controvèrsia relacionades amb els aliments elaborats amb organismes modificats genèticament (aliments transgènics) són si aquests aliments s'haurien d'etiquetar, el paper dels reguladors governamentals, l'objectivitat de la investigació i publicació científica, l'efecte en la salut i el medi ambient dels cultius modificats genèticament, l'efecte sobre la resistència als pesticides, l'impacte d'aquests cultius per als agricultors i el paper dels cultius en l'alimentació de la població mundial. A més, els productes derivats d'organismes transgènics tenen un paper important en la producció de combustibles d'etanol i de productes farmacèutics.
Preocupen de manera específica temes com ara la barreja de productes elaborats a partir d'organismes modificats genèticament i no modificats genèticament en el subministrament d'aliments, els efectes dels transgènics sobre el medi ambient, el rigor del procés regulador, i la consolidació del control del subministrament d'aliments en empreses que comercialitzen i venen transgènics. En els Estats Units, grups d'interès com el Centre de Seguretat Alimentària, l'Associació de Consumidors de Productes Ecològics, la Unió de Científics Preocupats (Union of Concerned Scientists) i Greenpeace asseguren que no s'han identificat i gestionat adequadament els riscos i han posat en dubte l'objectivitat de les autoritats reguladores.
Hi ha un consens científic que els aliments disponibles actualment derivats de cultius transgènics no presenten més risc per a la salut humana que els aliments equivalents convencionals, però que cada aliment derivat d'OMG ha de ser provat cas per cas abans de la seva introducció. No obstant això, fora de la comunitat científica hi ha menys propensió a percebre els aliments transgènics com a segurs tot i que la preocupació està en retrocés ràpid a la Unió Europea. L'estat legal i reglamentari dels aliments transgènics varia segons el país, i alguns països els prohibeixen o els restringeixen, mentre que d'altres els permeten amb diversos graus de regulació.

## Percepció pública
En general hi ha un rebuig bastant ampli entre el públic cap als organismes modificats genèticament. Aquest rebuig és especialment intens a Europa en general i França en particular. Part d'aquest rebuig és explicat per les experiències anteriors amb productes com el DDT o el bifenil policlorat, que en el seu dia prometien ser revolucionaris però van haver de ser retirats o el seu ús restringit a causa dels seus efectes sobre la salut i el medi ambient. Això ha minat la confiança de públic en les autoritats reguladores i en les companyies que introdueixen productes revolucionaris, especialment alimentaris o sanitaris.
A més, hi ha la sensació que els canvis socials i tecnològics estan accelerant cada vegada més, el que contribueix a un augment de l'ansietat i de la sensació de pèrdua de control, el que es manifesta en un rebuig quan es canvia alguna cosa bàsica com el menjar.
Existeix un moviment organitzat per part de molts grups activistes per aconseguir una prohibició o moratòria a l'ús de transgènics. Organitzacions internacionals com Greenpeace o Amics de la Terra inclouen els transgènics en la seva llista d'activitats polítiques i mediambientals mentre que altres grups com GMWatch o l'Institut de la Ciència a la Societat tenen la lluita contra els transgènics com la seva única raó de ser. Aquest moviment anti-transgènic ha aconseguit crear una sensació de por entre el públic general, tot i que també ha provocat veus dissidents.
L'escriptor alimentari Michael Pollan no s'oposa a menjar aliments modificats genèticament, però admet l'etiquetatge obligatori d’aliments transgènics i ha criticat l'agricultura de monocultiu pesada amb pesticides habilitada per a certs cultius transgènics, com el blat de moro i la soja que toleren el glicosfat ("preparat per l'envolupament"). També ha expressat preocupació per les empreses biotecnològiques que pertanyen a la propietat intel·lectual dels aliments que depenen de les persones i sobre els efectes de la creixent corporativització de l'agricultura a gran escala. Per solucionar aquests problemes, Pollan ha plantejat la idea de menjar obert d'aliments transgènics. La idea ha estat adoptada des de diversos graus per empreses com Syngenta, i està promoguda per organitzacions com la Fundació Nova Amèrica. Algunes organitzacions, com la fundació BioBricks, ja han elaborat llicències de codi obert que es podrien resultar útils en aquest esforç.

### Ressenyes i enquestes
Un article de EMBO Reports del 2003 informava que el projecte Perceptions públiques de les biotecnologies agrícoles a Europa (PABE) no trobava el públic ni acceptant ni rebutjant els transgènics. En canvi, PABE va trobar que el públic tenia "preguntes clau" sobre els transgènics: "Per què necessitem transgènics? Qui es beneficia del seu ús? Qui va decidir que s'haurien de desenvolupar i com? Per què no estem més ben informats sobre el seu ús en el nostre menjar, abans de la seva entrada al mercat? Per què no se'ns dona una opció efectiva sobre si es volen comprar o no aquests productes? S'han avaluat seriosament les possibles conseqüències a llarg termini i irreversibles i per a qui les autoritats reguladores tenen competències suficients per regular eficaçment les grans empreses? Qui vol desenvolupar aquests productes? Es poden aplicar efectivament els controls imposats per les autoritats reguladores? Qui serà responsable en cas de perjudici imprevist? " PABE també va comprovar que el coneixement científic del públic no controla l'opinió pública, ja que els fets científics no respongueu aquestes preguntes. PABE també va descobrir que el públic no exigeix "risc zero" en els debats sobre aliments transgènics i que "és perfectament conscient que les seves vides estan plenes de riscos que cal contrapesar els uns amb els altres i contra els beneficis potencials. Demandada va ser una avaluació més realista dels riscos per part de les autoritats reguladores i els productors d'OMG."
El 2006, la iniciativa Pew sobre aliments i biotecnologia va fer pública una revisió dels resultats de les enquestes dels Estats Units entre 2001 i 2006. La revisió va demostrar que el coneixement dels nord-americans sobre aliments i animals transgènics era baix durant tot el període. Les protestes durant aquest període contra el tomàquet Flavr Savr GM de Calgene van descriure erròniament que contenien gens de peix, confonent-lo amb l'organisme transgènic experimental de tomàquet de peix d'ADN Plant Technology, que mai es va comercialitzar.
Una enquesta duta a terme el 2007 per al Food Standards Australia, Nova Zelanda, va trobar que a Austràlia, on l'etiquetatge és obligatori, El 27% dels australians van comprovar les etiquetes de productes per veure si els ingredients transgènics eren presents quan compraven un aliment d'alimentació inicial.
Un article de revisió sobre les enquestes de consum europeu a partir del 2009 va concloure que l'oposició als OGM a Europa ha disminuït gradualment i que al voltant del 80% dels enquestats no "van evitar activament els productes transgènics quan van a comprar". L'enquesta “Eurobaròmetre” del 2010, que avalua les actituds del públic sobre la biotecnologia i les ciències de la vida, va trobar que els cisgènics, cultius transgènics produïts a partir de plantes que són creuaves per la cria convencional, evoca una reacció menor que els mètodes transgènics, utilitzant gens d'espècies que són taxonòmicament molt diferents
Una enquesta de Deloitte de 2010 va trobar que el 34% dels consumidors nord-americans estaven molt o molt preocupats pels aliments transgènics, amb una reducció del 3% a partir del 2008. La mateixa enquesta va trobar diferències de gènere: el 10% dels homes estava extremadament preocupat, enfront del 16% de les dones, i el 16% de les dones no es preocupen, davant del 27% dels homes.

### Campanyes i protestes de relacions públiques
El maig de 2012, un grup anomenat "Take the Flour Back" liderat per Gerald Miles va protestar contra els plans d'un grup de l'estació experimental Rothamsted, amb seu a Harpenden, Hertfordshire, Anglaterra, per dur a terme un assaig experimental de blat modificat genèticament per repel·lir els àfids. Els investigadors, dirigits per John Pickett, van escriure una carta al grup a principis de maig de 2012, demanant-los que cridessin a la seva protesta, destinada al 27 de maig de 2012. La membre del grup, Lucy Harrap, va dir que el grup estava preocupat per la propagació dels cultius a la natura i va citar exemples de resultats als Estats Units i Canadà. Rothamsted Research and Sense About Science va organitzar sessions de preguntes i respostes sobre un potencial com aquest.
La Marxa Contra Monsanto és un moviment internacional de protesta contra la corporació Monsanto, productor d'organisme modificat genèticament (OGM) i Roundup, un herbicida basat en glifosat. El moviment va ser fundat per Tami Canal com a resposta al fracàs de la Proposició 37 de Califòrnia, una iniciativa de votació que hauria requerit l'etiquetatge de productes alimentaris elaborats amb transgènics. Els defensors admeten les lleis d'etiquetatge obligatori dels aliments elaborats amb OGM.
La marxa inicial va tenir lloc el 25 de maig de 2013. El nombre de manifestants que van participar-hi és incert; es van citar xifres de "centenars de milers" i l'estimació de "dos milions" dels organitzadors. Els esdeveniments van tenir lloc entre 330 i 436  ciutats de tot el món, la majoria dels Estats Units. Moltes protestes es van produir al sud de Califòrnia, i alguns participants van portar signes que expressaven el suport per l'etiquetatge obligatori dels transgènics que contenien "Etiqueta transgènics, és el nostre dret a conèixer" i "Menjar real per persones reals". Canal va dir que el moviment continuaria la seva "causa antitransgènica" més enllà de l'esdeveniment inicial. Altres marxes es van produir l'octubre de 2013 i el maig de 2014 i 2015. Les protestes van ser reportades per mitjans de comunicació com ABC News, Associated Press, The Washington Post, The Los Angeles Times, USA Today, CNN (als Estats Units), i Russia Today i The Guardian (fora dels Estats Units).
Monsanto va dir que respectava els drets de les persones per expressar la seva opinió sobre el tema, però va sostenir que les seves llavors milloraven l'agricultura ajudant els agricultors a produir més part de la seva terra conservant recursos, com l'aigua i l'energia. La companyia va reiterar que els aliments genèticament modificats eren segurs i van millorar els rendiments dels cultius. Sentiments similars van expressar les Hawaii Crop Improvement Association, de la qual Monsanto és membre.
El juliol de 2013, la indústria biotecnològica agrícola va llançar una iniciativa de transparència transgènica anomenada GMO Answers per respondre a les preguntes dels consumidors sobre aliments transgènics als EUA als subministraments d'aliments. Els recursos GMO Answers van incloure agricultors convencionals i ecològics, experts en agroindústria, científics, acadèmics, metges i nutricionistes i "experts de l'empresa" de membres fundadors del Consell per a la Informació de Biotecnologia, que finança la iniciativa. Entre els membres fundadors s'inclouen BASF, Bayer CropScience, Dow AgroSciences, DuPont, Monsanto Company i Syngenta.
A l'octubre de 2013, un grup anomenat The European Network of Scientists for Social and Environmental Responsibility (ENSSER) va publicar una declaració que afirmava que no hi ha consens científic sobre la seguretat dels transgènics, signat per uns 200 científics en diversos camps. en la seva primera setmana. El 25 de gener de 2015, la seva declaració va ser publicada formalment com a llibre blanc per Environmental Sciences Europe.

## Evidència científica
Estrictament parlant, no es pot emetre un judici sobre els aliments transgènics, en general, igual que no es pot, per exemple, emetre un judici sobre les medicines. Cada organisme modificat genèticament és avaluat individualment per a verificar la seva seguretat per al consum humà i per al medi ambient.
A causa de la sensibilitat de l'opinió pública sobre el tema, el procés científic és a vegades distorsionat per motius polítics i propagandístics, usant-se articles científics com a arma per totes dues parts, encara que no s'hagin corroborat les seves conclusions. Un dels primers casos va ocórrer en 1999, quan la revista Nature va publicar un article que suggeria que el blat de moro Bt era tòxic per a les papallones monarca. Va haver-hi un clam popular contra aquest blat de moro i, a pesar que en 2001 diversos estudis van provar que el pol·len del blat de moro Bt no era tòxic per a les papallones monarca, aquesta toxicitat continua sent usada sovint com a argument. Alguns científics han lamentat que «un sol article amb dades preliminars donés tanta munició als activistes anti transgènics i provoqués el desviament de fons per a apaivagar la por».
El consens científic és que els aliments modificats genèticament són segurs i que no s'ha documentat cap cas d'efectes adversos en la salut en la població humana i els cultius transgènics són més ecològics, alguna cosa en el que coincideixen les principals associacions científiques, com PNAS, l'Acadèmia Nacional de Ciències, l'Associació Americana per a l'Avanç de la Ciència, l'Associació Mèdica Americana, la Comissió Europea o la Royal Society of Medicine.

## Etiquetatge
En 2014 hi havia 64 països que requerien per llei l'etiquetatge de tots els aliments modificats genèticament, entre ells la Unió Europea, Austràlia, Nova Zelanda, la Xina i l'Índia. En altres països, com els Estats Units, no cal l'etiquetatge dels productes biotecnològics.
Organismes científics com l'Associació Mèdica Estatunidenca (AMA) 2 o l'Associació Estatunidenca per a l'Avanç de la Ciència (AAAS) s'han oposat a l'etiquetatge obligatori dels productes modificats genèticament perquè consideren que no hi ha cap evidència de danys potencials. Segons la AMA, fins i tot l'etiquetatge voluntari dels OMG és enganyós tret que estigui acompanyat d'una educació enfocada al consumidor. La AAAS ha declarat que l'etiquetatge obligatori "sol pot servir per a confondre i alarmar infundadament al consumidor".
Altres organismes com l'Associació Estatunidenca de la Salut Pública (APHA), o l'Associació Mèdica Britànica (BMA) donen suport a l'etiquetatge obligatori.
El 2007, un estudi sobre l'efecte de les lleis d'etiquetatge va trobar que, una vegada que l'etiquetatge obligatori entrava en vigor, la majoria de les empreses deixaven d'usar OMGs en els seus productes. Aquest estudi també va trobar que els costos van resultar majors als països exportadors que en els importadors. De fet, països netament exportadors com els Estats Units, l'Argentina i el Canadà han adoptat estratègies d'etiquetatge voluntari, mentre que els importadors han adoptat com a regla general, legislacions que obliguen a l'etiquetatge.

## Salut
Hi ha un ampli consens científic que les varietats d'organismes transgènics actualment al mercat són segures per al consum humà i no presenten més problemes que els aliments convencionals. Fins a la data en la literatura científica no s'ha documentat cap efecte perjudicial per consum de transgènics. Segons l'Associació Americana per a l'Avanç de la Ciència, «els aliments derivats d'organismes transgènics no representen un perill més gran que els mateixos cultius obtinguts per tècniques convencionals de cultiu». L'Associació Mèdica Americana, les Acadèmies Nacionals de la Ciència i la Societat Reial de Medicina han declarat que no s'ha informat en la literatura científica de cap efecte per a la salut en la població humana pel consum de transgènics. El 2004 es va publicar l'informe del Grup de Treball 1 del projecte ENTRANSFOOD, compost per científics i finançat per la Unió Europea per identificar els prerequisits necessaris per introduir productes biotecnològics agraris en el mercat de manera acceptable per a la societat. En aquest informe, es concloïa que «els mètodes existents per a l'avaluació de la seguretat dels organismes genèticament modificats (GMO) són eficients i garanteixen que els aliments GM que han passat aquestes proves són tan segurs i nutricionals com els aliments convencionals».

### Equivalència substancial
La majoria dels productes agrícoles convencionals són els productes de la manipulació genètica mitjançant la cria i la hibridació tradicionals.
Els governs gestionen la comercialització i l'alliberament d'aliments transgènics cada cas. Els països difereixen en les seves avaluacions i regulacions de riscos. Les diferències marcades distingeixen els EUA d'Europa. Els cultius no destinats a aliments com a general no es revisen per a la seguretat alimentària. Els aliments transgènics no es proven en humans abans de comercialitzar-los perquè no són un producte químic únic ni estan destinats a ser ingerits mitjançant dosis i intervals específics, cosa que complica el disseny de l'estudi clínic. Els reguladors examinen la modificació genètica, els productes proteics relacionats i els canvis que aquestes proteïnes fan en el menjar.
Els reguladors comproven que els aliments transgènics són "substancialment equivalents" als seus homòlegs convencionals, per detectar conseqüències negatives no desitjades. Les noves proteïnes que difereixen de les proteïnes alimentàries convencionals o les anomalies que es presenten en la comparació d'equivalència substancial requereixen una anàlisi toxicològica més avançada.
El 1999, Andrew Chesson, del Rowett Research Institute, va advertir que les proves d'equivalència substancials "podrien ser defectuoses en alguns casos" i que les proves de seguretat actuals podrien permetre que les substàncies nocives entressin al subministrament d'aliments humans. El mateix any, Millstone, Brunner i Mayer van argumentar que la norma era un producte pseudocientífic de la política i el lobbying que es va crear per tranquil·litzar els consumidors i ajudar les empreses biotecnològiques a reduir el temps i el cost de les proves de seguretat. Van suggerir que els aliments transgènics tenien proves biològiques, toxicològiques i immunològiques àmplies i que s'hauria d'abandonar l'equivalència substancial. Aquest comentari va ser criticat per haver representat una història errònia, per haver distorsionat les dades existents i la seva lògica deficient. Kuiper va afirmar que simplificava les avaluacions de seguretat i que les proves d'equivalència comporten més que proves de productes químics, possiblement incloent proves de toxicitat. Keler i Lappe van donar suport a la legislació del Congrés per substituir l'estàndard d'equivalència substancial per estudis de seguretat. En una revisió del 2016, Domingo va criticar l'ús del concepte "equivalència substancial" com a mesura de la seguretat dels cultius transgènics.
Kuiper va examinar aquest procés més el 2002 i va trobar que l'equivalència substancial no mesura els riscos absoluts, sinó que identifica les diferències entre els productes nous i existents. Va afirmar que caracteritzar les diferències és un punt de partida adequat per a una avaluació de la seguretat i "el concepte d'equivalència substancial és una eina adequada per identificar problemes de seguretat relacionats amb productes modificats genèticament que tenen una contrapart tradicional". Kuiper va assenyalar dificultats pràctiques per aplicar aquest estàndard, inclòs el fet que els aliments tradicionals contenen molts productes químics tòxics o cancerígens i que les dietes existents mai es van demostrar ser segures. Aquesta falta de coneixement sobre els aliments convencionals fa que els aliments modificats puguin diferir entre els nutrients i les toxines naturals que no s'han identificat mai a la planta original, possiblement permetent perdre canvis nocius. Al seu torn, també poden faltar modificacions positives. Per exemple, el blat de moro danyat pels insectes sovint conté nivells elevats de fumo nisines, toxines cancerígenes produïdes per fongs que viatgen a l'esquena dels insectes i que creixen en les ferides del blat de moro danyat. Els estudis mostren que la majoria de blat de moro Bt té nivells més baixos de umo nisinesf que el blat de moro convencionals afectats per insectes. Tallers i consultes organitzades per l'OCDE, l'OMS i la FAO han treballat per adquirir dades i desenvolupar una millor comprensió dels aliments convencionals, per utilitzar-los en la valoració dels aliments transgènics.

### Al·lergenicitat
Un risc conegut de modificació genètica és la introducció d'un al·lergen. Les proves d'al·lèrgens són rutinàries per a productes destinats a l'alimentació i la superació d'aquestes proves forma part dels requisits normatius. Organitzacions com el Partit Verd Europeu i Greenpeace posen l'accent en aquest risc. Una revisió del 2005 dels resultats de les proves d'al·lergògens va declarar que "no s'han documentat proteïnes biotecnològiques en els aliments que causin reaccions al·lèrgiques". Les autoritats reguladores exigeixen que els aliments nous modificats es posin a prova d'alergenicitat abans que siguin comercialitzats.
Els defensors del GMO assenyalen que, a causa dels requisits de prova de seguretat, el risc d'introduir una varietat vegetal amb un nou al·lèrgen o toxina és molt menor que en els processos de cria tradicionals, que no requereixen aquest tipus de proves. L'enginyeria genètica pot tenir menys impacte en l'expressió dels genomes o en els nivells de proteïnes i metabòlits que la cria convencional o la mutagènesi de plantes (no dirigides). Els toxicòlegs assenyalen que "els aliments convencionals no estan exempts de risc; es produeixen al·lèrgies amb molts aliments convencionals coneguts i fins i tot nous. Per exemple, la fruita del kiwi va ser introduïda als Estats Units i als mercats europeus als anys seixanta sense al·lèrgies humanes conegudes, però avui en dia hi ha persones al·lèrgiques a aquesta fruita. "
La modificació genètica també es pot utilitzar per eliminar els al·lèrgens dels aliments, reduint potencialment el risc d'al·lèrgies a l'aliment. Una soca hipoal·lergènica de soja es va provar el 2003 i es va demostrar que no tenia l'al·lergen major que es troba a les mongetes. S'ha intentat un enfocament similar en el ryegrass, que produeix pol·len que és la causa principal de la febre del fenc: aquí es va produir una herba transgènica GM que mancava del pol·len al·lergogen principal, demostrant que també és possible l'herba hipoal·lergènica.
Les empreses que els desenvolupen abans de la seva comercialització han aturat el desenvolupament de productes modificats genèticament que causen reaccions al·lèrgiques. A principis dels anys 90, Pioneer Hi-Bred va intentar millorar el contingut nutricional de la soja destinada a l'alimentació animal afegint un gen de la nou del Brasil. Com que sabien que la gent té al·lèrgia a fruits secs, Pioneer va realitzar proves d'al·lèrgia in vitro i punxades a la pell. Les proves van demostrar que la soja transgènica era al·lergògena. Pioneer Hi-Bred, per tant, va suspendre el seu posterior desenvolupament. El 2005, es va demostrar que una reacció al·lèrgica en els ratolins es va mostrar un pèsol resistent a les plagues desenvolupat per l'Organització de Recerca Científica i Industrial de l'Austràlia del Commonwealth per utilitzar-lo com a cultiu de pastures. El treball sobre aquesta varietat es va aturar immediatament. Aquests casos s'han utilitzat com a evidència que la modificació genètica pot produir canvis inesperats i perillosos en els aliments, i com a evidència que les proves de seguretat protegeixen de forma efectiva el subministrament d'aliments.

## Medi ambient
Els cultius genèticament modificats es planten en condicions molt similars a les dels cultius convencionals. Interaccionen directament amb els organismes que s'alimenten en els cultius i indirectament amb altres organismes de la cadena alimentària. El pol·len s'escampa en el medi ambient de la mateixa manera que el dels cultius convencionals. Això ha fet que sorgeixi la preocupació sobre els efectes dels OMG en el medi ambient. Entre els possibles efectes s'inclouen el flux genètic i l'aparició de resistències a pesticides.
Una de les aplicacions més comunes de les modificacions genètiques és el control d'insectes mitjançant l'expressió dels gens cry (crystal delta-endotoxin) i vip (vegetative insecticidal proteins) del bacteri Bacillus thuringiensis (Bt). Aquestes toxines afecten més insectes, a part de l'objectiu (el trepant del blat de moro). No obstant això les proteïnes Bt han estat usades en aspersió des de 1938 sense que s'hagin observat efectes perjudicials. La proteïna cry afecta selectivament a lepidòpters (arnes i papallones). El seu mecanisme d'acció tòxica es basa en la seva unió a receptors específics de les cèl·lules epitelials del tracte digestiu mitjà, provocant la seva ruptura. Qualsevol organisme que no tingui aquests receptors resulta immune a l'acció d'aquesta proteïna i no és afectat pel Bt. Per llei, les agències reguladores avaluen el potencial de les plantes transgèniques d'afectar organismes a part de l'objectiu abans d'aprovar el seu ús comercial.

### Biodiversitat
La diversitat genètica del cultiu podria disminuir a causa del desenvolupament de soques OMG superiors que agrupen altres persones fora del mercat. Els efectes indirectes poden afectar altres organismes. En la mesura que els productes agroquímics afecten la biodiversitat, les modificacions que augmenten el seu ús, ja sigui perquè les soques amb èxit les requereixen o perquè el desenvolupament de resistència que acompanyi requerirà quantitats més de productes químics per compensar la resistència més gran en els organismes objectiu.
Els estudis comparant la diversitat genètica del cotó van comprovar que als Estats Units la diversitat ha augmentat o s'ha mantingut igual, mentre que a l'Índia ha disminuït. Aquesta diferència es va atribuir al major nombre de varietats modificades als EUA en comparació amb l'Índia. Una revisió dels efectes dels cultius de Bt sobre els ecosistemes del sòl va trobar que, en general, "semblen no tenir efectes consistents, significatius i a llarg termini sobre la microbiota i les seves activitats al sòl".
S'ha demostrat que la diversitat i el nombre de poblacions de males herbes disminueixen en assaigs a granja al Regne Unit i a Dinamarca quan es comparen cultius resistents als herbicides amb els seus homòlegs convencionals. El procés del Regne Unit va suggerir que la diversitat d'aus podria veure's afectada negativament per la disminució de les llavors de males herbes disponibles per al farratge. Les dades de granja publicades relacionades amb els assajos van mostrar que les aus que menjaven llavors eren més abundants en el blat de moro convencional després de l'aplicació de l'herbicida, però que no hi havia diferències significatives en cap altre cultiu o abans del tractament amb l'herbicida. Un estudi del 2012 va trobar una correlació entre la reducció d'algues de llet a les explotacions que van cultivar cultius resistents al glifosat i la disminució de les poblacions adultes de papallones monarca a Mèxic. The New York Times va informar que l'estudi "planteja la noció una mica radical que potser s'haurien de protegir les males herbes de les granges.

### Flux gènic
Els gens d'un OMG poden passar a un altre organisme igual que un gen endogen. El procés es coneix com a ultrapassament i es pot produir en qualsevol nova varietat de cultius amb pol·linització oberta. Els trets introduïts potencialment es poden creuar en plantes veïnes de la mateixa espècie o estretament relacionades a través de tres tipus diferents de flux genètic: cultiu-a-cultiu, cultiu a males herbes i cultiu-a-salvatge. En cultiu a cultiu, la informació genètica d'un cultiu modificat genèticament es transfereix a un cultiu no modificat genèticament. La transferència de cultiu a males herbes es refereix a la transferència de material modificat genèticament a una mala herba, i de cultiu a animal indica la transferència d'un cultiu modificat genèticament a una planta i / o cultiu salvatges, no degradats. Hi ha inquietuds que la propagació de gens d'organismes modificats a parents no modificats podria produir espècies de males herbes resistents als herbicides que podrien contaminar els cultius propis no modificats genèticament o que podrien pertorbar l'ecosistema, Es tracta principalment. és una preocupació si l'organisme transgènic té una capacitat de supervivència important i pot augmentar en freqüència i persistir en poblacions naturals. Aquest procés, pel qual els gens es transfereixen dels transgènics a parents salvatges, és diferent del desenvolupament de les anomenades "superweeds" o "superbugs" que desenvolupen resistència als pesticides en selecció natural.
A la majoria de països, calen estudis ambientals abans de l'aprovació d'un OMG amb finalitats comercials, i s'ha de presentar un pla de control per identificar els efectes del flux genètic no anticipats.
El 2004, Chilcutt i Tabashnik van trobar proteïna Bt en els nuclis d'un refugi (un cultiu convencional plantat per albergar plagues que d'altra manera podrien arribar a ser resistents a un pesticida associat a l'OMG), implicant que s'havia produït el flux genètic.
El 2005, científics del UK Center for Ecology and Hydrology van informar de les primeres proves de transferència de gens horitzontals de resistència als pesticides a les males herbes, en algunes plantes d'una sola temporada; no van trobar cap prova que cap dels híbrids hagués sobreviscut en les temporades posteriors.
El 2007, el Departament d'Agricultura dels Estats Units va multar Scotts Miracle-Gro 500.000 dòlars en modificar l'ADN procedent de la bentgrass que s'arrossegava GM, es va trobar dins de parents del mateix gènere (Agrostis), així com en herbes autòctones de fins a 21 km. dels llocs de proves, alliberats quan s'acaba de tallar, herba que es fa vent.

## Efectes econòmics
Els avantatges econòmics derivats de la producció d'aliments modificats genèticament ha estat un dels punts forts de l'expansió d'aquesta tecnologia. Una de les raons clau per a l'adopció de cultius transgènics per part dels agricultors és la percepció dels beneficis econòmics que els pot portar, fins i tot a agricultors de nacions en desenvolupament. Un estudi de 2010 per part de científics estatunidencs va trobar que l'augment de benefici econòmic degut cultiu de blat de moro Bt per als agricultors de cinc estats del mitjà oest era de 6.900 milions de dòlars durant els 14 anys anteriors. Per a la seva sorpresa, la majoria d'aquests beneficis (4.300 milions de dòlars) provenien de cultius de blat de moro no Bt. S'especula que això és pel fet que el trepant del blat de moro que ataca al blat de moro Bt mor i queden menys per a atacar al blat de moro no modificat que es conrea en la rodalia. Alguns economistes agraris han calculat que el superàvit mundial [es va incrementar] en 240,3 milions de dòlars. D'aquest total, la majoria (59%) va ser recaptat per agricultors estatunidencs. Dels desenvolupadors de gens, Monsanto va rebre la major part (21%), seguit pels consumidors estatunidencs (9%), la resta del món (6%) i el subministrador de plasma germinal Delta and Pine Land Company (5%)."Un estudi exhaustiu de 2012 de PG Economics, va concloure que els cultius transgènics van incrementar els ingressos dels agricultors globalment en 14.000 milions de dòlars en 2010, amb gairebé la meitat d'aquest total anant als agricultors de països en desenvolupament.

### Suïcidis a l'Índia
Des de finals dels anys 1990 i fins al 2013, s'han publicat diversos articles cridant l'atenció sobre l'alt nombre de suïcidis entre agricultors endeutats. De fet, 290 000 agricultors es van suïcidar entre 1995 i 2011. Alguns estudis remunten aquest increment de suïcidis a principis dels anys noranta. No és clara la causa d'aquest alt índex de suïcidis encara que existeixen estudis que apunten a les sequeres i, en general, a la mala situació econòmica i l'absència de polítiques de protecció social per part de l'Estat.
Encara que alguns grups han responsabilitzat a l'augment de producció transgènica a l'Índia d'aquest fet, normalment s'han basat en males interpretacions estadístiques o en què les llavors collides no poden ser sembrades perquè manquen de vigor. La connexió entre OGM i els suïcidis es considera normalment desacreditada. De fet, l'ona de suïcidis és anterior a la introducció del cotó Bt a l'Índia en 2002 i les causes són principalment socioeconòmiques.
Anàlisis estadístiques de les dades proporcionades pel govern indi (publicats en Nature) porten a la conclusió que la introducció del cotó transgènic en el 2003, no va impactar en el nombre de suïcidis.

## Rendiment
Existeix un debat obert sobre si els cultius transgènics són o no més eficients que els seus equivalents convencionals. Les varietats comercialitzades actualment redueixen de manera significativa les pèrdues per plagues i males herbes. No obstant això es troben en estudi varietats de plantes i animals enfocats a l'augment directe de la productivitat, com el salmó AquAdvantage, amb un gen afegit per a produir hormona del creixement i l'aprovació del qual per la FDA es troba en les fases finals.
Encara que existeixen alguns estudis científics que no han trobat diferències en productivitat o menor productivitat en les plantacions transgèniques, la majoria de treballs conclouen que sí que existeixen aquests increments.
De mitjana, els agricultors dels països desenvolupats van aconseguir augments de productivitat del 6%, mentre que als països en vies de desenvolupament, la productivitat va augmentar un 29% de mitjana. La necessitat de rompuda és entre un 25 i un 58% menor en la soia transgènica amb resistència a herbicides, els requeriments d'insecticides són entre un 14 i un 76% menor en els cultius amb el gen Bt, i un 72% dels grangers a escala mundial han experimentat millores econòmiques en les seves plantacions. En el cas dels cultius resistents al glifosat s'obté, a més, el benefici que es poden plantar les plantes més densament, ja que no és necessari controlar les males herbes que apareixen després de la rompuda. En un estudi de l'INTA sobre el període 1996-2016, es va concloure que si no hagués estat per l'augment en la producció a causa de la introducció de llavors genèticament modificades, el preu mundial de la soia seria un 14% més alt. Segons un altre estudi del INTA de 2003, el cost de producció d'un camp sembrat amb soia transgènica és, de mitjana, 17,42 USD per hectàrea menor al de les varietats no modificades. El mateix informe atribueix aquest fenomen al menor cost dels herbicides que requereixen aquestes varietats (entre un i 56% menys despesa en herbicida, compensant així l'augment del cost de la llavor).
Els crítics dels transgènics es mostren en desacord amb aquests resultats i neguen l'augment de productivitat, atribuint-lo a millores en la tecnologia i fins i tot atribueixen a alguns transgènics menors productivitats. Greenpeace afirma que és un mite que el cultiu de transgènics millori la productivitat, atribuint l'augment mesurat en alguns estudis a l'ús d'agroquímica. En el mateix informe afirma que el cost de producció de soia transgènica és entre 4 i 5 vegades superior al cost de producció del seu equivalent no modificada genèticament.